# Andreas Christensen
Andreas Bødtker Christensen (Lillerød, 10 april 1996) is een Deens voetballer die doorgaans speelt als centrale verdediger. Hij verruilde in de zomer van 2022 Chelsea FC voor FC Barcelona. Christensen debuteerde in 2015 in het Deens voetbalelftal.

## Clubcarrière

### Jeugd
Christensen verruilde de jeugdopleiding van Brondby IF in juli 2012 voor die van Chelsea. Hij zat op 19 mei 2013 voor het eerst op de bank bij het eerste team van de Engelse club, op de laatste speeldag van het seizoen 2012/13 tegen Everton. Christensen debuteerde op 28 oktober 2014 voor Chelsea, tijdens een wedstrijd in het toernooi om de EFL Cup, uit tegen Shrewsbury Town. Trainer José Mourinho liet hem de volledige wedstrijd meedoen. Hij zag zijn team met 1–2 winnen. Hij speelde dat seizoen ook een wedstrijd in de Premier League en een keer in het toernooi om de FA Cup.

### Borussia Mönchengladbach
Chelsea verhuurde Christensen in juli 2015 voor twee jaar aan Borussia Mönchengladbach. Hij was beide seizoenen basisspeler en speelde als zodanig meer dan zestig wedstrijden in de Bundesliga. Hij debuteerde in september 2015 in de UEFA Champions League, waarin hij in twee seizoenen elf wedstrijden speelde voor Borussia Mönchengladbach. Christensen maakte op 5 februari 2016 zijn eerste doelpunt in zijn profcarrière. Hij bracht Borussia Mönchengladbach die dag op 2–0 in een met 5–1 gewonnen competitiewedstrijd thuis tegen Werder Bremen. Hij zorgde negentien minuten later ook voor de 3–0.

### Chelsea
Christensen keerde voor aanvang van het seizoen 2017/18 terug naar Chelsea. Trainer Antonio Conte maakte dat jaar in zevenentwintig speelronden gebruik van zijn diensten. Daarvan begon hij er drieëntwintig in de basis. Trainer Maurizio Sarri gaf in 2018/19 tijdens competitiewedstrijden de voorkeur doorgaans aan andere spelers. Christensen stond dat jaar wel in de basis tijdens alle vijftien wedstrijden die Chelsea speelde in de dat seizoen gewonnen Europa League. Zijn speelkansen namen weer toe na het aantreden van trainer Frank Lampard in juli 2019.
Hij viel op 29 mei 2021 tijdens de Champions League-finale tegen Manchester City na 39 minuten in voor de geblesseerd geraakte Thiago Silva en zag drie minuten later hoe ploeggenoot Kai Havertz de enige goal van de wedstrijd maakte. Christensen viel op 11 augustus ook in tijdens de UEFA Super Cup tegen Villarreal, die na strafschoppen gewonnen werd. In februari 2022 won hij het WK voor clubs, door Al-Hilal en SE Palmeiras te verslaan. In totaal 

### FC Barcelona
Op 4 juli 2022 maakte FC Barcelona de komst van Christensen bekend. Hij kwam transfervrij over van Chelsea. Hij tekende een contract tot medio 2026, met een afkoopclausule van 500 miljoen. Hij werd op 7 juli 2022 officieel gepresenteerd. Hij maakte op 13 augustus tegen Rayo Vallecano zijn debuut voor FC Barcelona. In januari 2023 won Christensen met Barcelona de Supercopa de España door Real Betis en Real Madrid te verslaan. Op 29 april scoorde hij tegen Real Betis zijn eerste doelpunt voor zijn nieuwe club. Hij werd in zijn eerste seizoen kampioen van Spanje en speelde zelf 32 wedstrijden in alle competities. 
In januari 2024 won hij voor de tweede keer de Supercopa, ditmaal door Osasuna en Real Madrid te verslaan. Vervolgens werd hij door Xavi Hernández de rest van het seizoen niet als centrumverdediger, maar als defensieve middenvelder gebruikt. Daardoor speelde hij 42 wedstrijden in alle competities, zijn hoogste aantal sinds zijn laatste seizoen in Duitsland. 

## Clubstatistieken
| Seizoen | Club                       | Competitie       | Competitie | Competitie | Beker | Beker | Internationaal | Internationaal | Totaal | Totaal |
| Seizoen | Club                       | Competitie       | Wed.       | Dlp.       | Wed.  | Dlp.  | Wed.           | Dlp.           | Wed.   | Dlp.   |
| ------- | -------------------------- | ---------------- | ---------- | ---------- | ----- | ----- | -------------- | -------------- | ------ | ------ |
| 2014/15 | Chelsea                    | Premier League   | 1          | 0          | 2     | 0     | 0              | 0              | 3      | 0      |
| 2015/16 | → Borussia Mönchengladbach | Bundesliga       | 31         | 3          | 3     | 0     | 5              | 0              | 39     | 3      |
| 2016/17 | → Borussia Mönchengladbach | Bundesliga       | 31         | 2          | 3     | 0     | 9              | 2              | 43     | 4      |
| 2017/18 | Chelsea                    | Premier League   | 27         | 0          | 7     | 0     | 6              | 0              | 40     | 0      |
| 2018/19 | Chelsea                    | Premier League   | 8          | 0          | 6     | 0     | 15             | 0              | 29     | 0      |
| 2019/20 | Chelsea                    | Premier League   | 21         | 0          | 2     | 0     | 5              | 0              | 28     | 0      |
| 2020/21 | Chelsea                    | Premier League   | 17         | 0          | 3     | 0     | 7              | 0              | 27     | 0      |
| 2021/22 | Chelsea                    | Premier League   | 19         | 0          | 4     | 1     | 11             | 1              | 34     | 2      |
| 2022/23 | FC Barcelona               | Primera División | 23         | 1          | 4     | 0     | 5              | 0              | 32     | 1      |
| 2023/24 | FC Barcelona               | Primera División | 30         | 2          | 5     | 0     | 7              | 1              | 42     | 3      |
| Totaal  | Totaal                     | Totaal           | 208        | 8          | 39    | 1     | 71             | 4              | 317    | 13     |

Bijgewerkt op 28 juni 2024

## Interlandcarrière
Christensen kwam uit voor diverse Deense nationale jeugdelftallen. Hij debuteerde in 2013 in Denemarken –21, waarmee hij twee jaar later de halve finale van het EK –21 van 2015 haalde. Christensen speelde op 8 juni 2015 onder leiding van bondscoach Morten Olsen zijn eerste interland in het Deens voetbalelftal, in een oefeninterland tegen Montenegro (2–1). Hij viel in dat duel na 63 minuten in voor Pierre Højbjerg. Nog nog een invalbeurt vijf dagen later, maakte bondscoach Åge Hareide hem vanaf maart 2016 een vast onderdeel van de Deense selectie. Christensen was basisspeler in de helft van de kwalificatiewedstrijden van de Denen voor het WK 2018. Dit was hij ook in het beslissende duel in de play-offs, waarin Denemarken zich door middel van een 5–1 overwinning plaatste voor het toernooi ten koste van Ierland. Hij maakte die dag zelf het eerste doelpunt, zijn eerste interlandtreffer. Christensen was basisspeler in alle vier de wedstrijden die het WK voor de Denen duurde. Hij werd op 30 mei 2024 door Kasper Hjulmand opgenomen in de Deense selectie voor het EK 2024 in Duitsland. Denemarken speelde in de groepsfase gelijk Slovenië, Engeland en Servië, waarna het in de achtste finales werd uitgeschakeld door gastland Duitsland (2–0). Christensen kwam op het toernooi in iedere wedstrijd in actie.
| Interlands van Andreas Christensen voor Denemarken | Interlands van Andreas Christensen voor Denemarken | Interlands van Andreas Christensen voor Denemarken | Interlands van Andreas Christensen voor Denemarken | Interlands van Andreas Christensen voor Denemarken | Interlands van Andreas Christensen voor Denemarken |
| №                                                  | Datum                                              | Wedstrijd                                          | Uitslag                                            | Competitie                                         | Goals                                              |
| -------------------------------------------------- | -------------------------------------------------- | -------------------------------------------------- | -------------------------------------------------- | -------------------------------------------------- | -------------------------------------------------- |
| 1                                                  | 08.06.2015                                         | Denemarken – Montenegro                            | 2–1                                                | Oefeninterland                                     |                                                    |
| 2                                                  | 13.06.2015                                         | Denemarken – Servië                                | 2–0                                                | EK-kwalificatie                                    |                                                    |
| 3                                                  | 24.03.2016                                         | Denemarken – IJsland                               | 2–1                                                | Oefeninterland                                     |                                                    |
| 4                                                  | 29.03.2016                                         | Schotland – Denemarken                             | 1–0                                                | Oefeninterland                                     |                                                    |
| 5                                                  | 03.06.2016                                         | Bosnië en Her. – Denemarken                        | 2–2                                                | Kirin Cup                                          |                                                    |
| 6                                                  | 07.06.2016                                         | Bulgarije – Denemarken                             | 0–4                                                | Kirin Cup                                          |                                                    |
| 7                                                  | 31.08.2016                                         | Denemarken – Liechtenstein                         | 5–0                                                | Oefeninterland                                     |                                                    |
| 8                                                  | 04.09.2016                                         | Denemarken – Armenië                               | 1–0                                                | WK-kwalificatie                                    |                                                    |
| 9                                                  | 08.10.2016                                         | Polen – Denemarken                                 | 3–2                                                | WK-kwalificatie                                    |                                                    |
| 10                                                 | 11.10.2016                                         | Denemarken – Montenegro                            | 0–1                                                | WK-kwalificatie                                    |                                                    |
| 11                                                 | 26.03.2017                                         | Roemenië – Denemarken                              | 0–0                                                | WK-kwalificatie                                    |                                                    |
| 12                                                 | 06.06.2017                                         | Denemarken – Duitsland                             | 1–1                                                | Oefeninterland                                     |                                                    |
| 13                                                 | 08.10.2017                                         | Denemarken – Roemenië                              | 1–1                                                | WK-kwalificatie                                    |                                                    |
| 14                                                 | 14.11.2017                                         | Ierland – Denemarken                               | 1–5                                                | WK-kwalificatie                                    | Goal                                               |

## Erelijst
| Competitie            |                 |                 |                 |                 |
| Competitie            | Aantal          | Jaren           |                 |                 |
| Chelsea (jeugd)       | Chelsea (jeugd) | Chelsea (jeugd) | Chelsea (jeugd) | Chelsea (jeugd) |
| --------------------- | --------------- | --------------- | --------------- | --------------- |
| FA Youth Cup          | 1x              | 2013/14         |                 |                 |
| UEFA Youth League     | 1x              | 2014/15         |                 |                 |
| Chelsea               |                 |                 |                 |                 |
| UEFA Champions League | 1x              | 2020/21         |                 |                 |
| UEFA Europa League    | 1x              | 2018/19         |                 |                 |
| UEFA Super Cup        | 1x              | 2021            |                 |                 |
| FIFA Club World Cup   | 1x              | 2021            |                 |                 |
| Premier League        | 1x              | 2014/15         |                 |                 |
| FA Cup                | 1x              | 2017/18         |                 |                 |
| EFL Cup               | 1x              | 2014/15         |                 |                 |
| FC Barcelona          |                 |                 |                 |                 |
| Supercopa de España   | 1x              | 2022/23         |                 |                 |
| Primera División      | 1x              | 2022/23         |                 |                 |

1 Ter Stegen  ·
2 Cubarsí ·
3 Baldé ·
4 Araújo ·
5 Martínez ·
6 Gavi ·
7 Torres ·
8 Pedri ·
9 Lewandowski ·
10 Fati ·
11 Raphinha ·
13 Peña ·
14 Torre ·
15 Christensen ·
16 Fermín ·
17 Casadó ·
18 Víctor ·
19 Yamal ·
20 Olmo ·
21 De Jong ·
23 Koundé ·
24 García ·
25 Szczęsny ·
26 Astralaga ·
28 Bernal ·
29 Valle ·
32 Fort ·
35 Martín ·
36 Domínguez ·
Coach: Flick
· Assistent-coach: Sorg
· Assistent-coach: Tapalović
· Assistent-coach: Westermann
· Keeperstrainer: De La Fuente
1 Schmeichel ·
2 Krohn-Dehli ·
3 Vestergaard ·
4 Kjær  ·
5 Knudsen ·
6 Christensen ·
7 Kvist ·
8 Delaney ·
9 Jørgensen ·
10 Eriksen ·
11 Braithwaite ·
12 Dolberg ·
13 Jørgensen ·
14 Dalsgaard ·
15 Fischer ·
16 Lössl ·
17 Larsen ·
18 Lerager ·
19 Schöne ·
20 Poulsen ·
21 Cornelius ·
22 Rønnow ·
23 Sisto ·
Coach: Hareide
1 Schmeichel ·
2 Andersen ·
3 Vestergaard ·
4 Kjær  ·
5 Mæhle ·
6 Christensen ·
7 Skov ·
8 Delaney ·
9 Braithwaite ·
10 Eriksen ·
11 Skov Olsen ·
12 Dolberg ·
13 Jørgensen ·
14 Damsgaard ·
15 Nørgaard ·
16 Lössl ·
17 Larsen ·
18 Wass ·
19 Wind ·
20 Poulsen ·
21 Cornelius ·
22 Rønnow ·
23 Højbjerg ·
24 Jensen ·
25 Christiansen ·
26 Boilesen ·
Coach: Hjulmand
1 Schmeichel ·
2 Andersen ·
3 Nelsson ·
4 Kjær  ·
5 Mæhle ·
6 A. Christensen ·
7 Jensen ·
8 Delaney ·
9 Braithwaite ·
10 Eriksen ·
11 Skov Olsen ·
12 Dolberg ·
13 Kristensen ·
14 Damsgaard ·
15 Nørgaard ·
16 O. Christensen ·
17 Larsen ·
18 Wass ·
19 Wind ·
20 Poulsen ·
21 Cornelius ·
22 Rønnow ·
23 Højbjerg ·
24 Skov ·
25 Lindstrøm ·
26 Bah ·
Coach: Hjulmand
1 Schmeichel ·
2 Andersen ·
3 Vestergaard ·
4 Kjær  ·
5 Mæhle ·
6 Christensen ·
7 Jensen ·
8 Delaney ·
9 Højlund ·
10 Eriksen ·
11 Skov Olsen ·
12 Dolberg ·
13 Jørgensen ·
14 Damsgaard ·
15 Nørgaard ·
16 Hermansen ·
17 Kristiansen ·
18 Bah ·
19 Wind ·
20 Poulsen ·
21 Hjulmand ·
22 Rønnow ·
23 Højbjerg ·
24 Dreyer ·
25 Kristensen ·
26 Bruun Larsen ·
Coach: Hjulmand